# Писарев, Александр Борисович
Алекса́ндр Бори́сович Пи́сарев (род. 16 мая 1956) — российский дипломат. Чрезвычайный и полномочный посол (2024).

## Биография
Окончил факультет международных отношений Московского государственного института международных отношений МИД СССР (МГИМО) (1978). Владеет английским и французским языками. Окончил аспирантуру при Институте США и Канады АН СССР (1981), кандидат исторических наук. На дипломатической работе с 1991 года.
В 2005—2007 годах — старший советник, начальник отдела Департамента внешнеполитического планирования МИД России.
В 2007—2011 годах — старший советник Постоянного представительства России при отделении ООН и других международных организациях в Женеве.
В 2011—2017 годах — заместитель директора Департамента внешнеполитического планирования МИД России.
В 2017—2020 годах — генеральный консул России в Хьюстоне (США).
С 5 октября 2020 года — чрезвычайный и полномочный посол Российской Федерации в Парагвае.

## Дипломатический ранг
- Чрезвычайный и полномочный посланник 2 класса (2 сентября 2013)[2].
- Чрезвычайный и полномочный посланник 1 класса (28 декабря 2021)[3].
- Чрезвычайный и полномочный посол (13 июня 2024)[4].

## Семья
Вдовец, имеет взрослую дочь.